# Benthana araucariana
Benthana araucariana är en kräftdjursart som beskrevs av Paulo Agostinho de Matos Araujo och Guilherme A.M.Lopes 2003. Benthana araucariana ingår i släktet Benthana och familjen Philosciidae. Inga underarter finns listade i Catalogue of Life.